# 紫斑风铃草
紫斑风铃草（学名：Campanula punctata）为桔梗科风铃草属的植物。分布于远东地区、日本、朝鲜以及中国大陆的山西、东北、内蒙古、河南、湖北、四川、甘肃、陕西、河北等地，生长于海拔500米至2,300米的地区，多生长于山地林中、灌丛和草地中，目前尚未由人工引种栽培。

## 别名
灯笼花、吊钟花、提灯花、蛍袋。

## 外部連結
- 紫斑風鈴草, Zibanfenglingcao 藥用植物圖像數據庫 (香港浸會大學中醫藥學院) （繁體中文）（英文）